# Adamówka (rejon baranowski)
Adamówka – wieś na Ukrainie w rejonie baranowskim obwodu żytomierskiego.